# 강경 채운산배수지
강경 채운산배수지는 대한민국 충청남도 논산시 강경읍에 있는 저수지이다. 2014년 9월 1일 국가등록문화재 제602호로 지정되었다.

## 개요
채운산배수지는 일제 강점기 당시 강경에 거주하던 일본인에게 물을 공급하던 시설로, 배수지 및 여과지의 형식, 구조 등을 확인할 수 있으며, 출입문 주변의 장식적인 문양 및 조성기법 등이 잘 남아있는 등 근대기 산업시설 관련 시설물로서 가치가 있다.

## 참고 자료
- 강경 채운산배수지 - 국가유산청 국가유산포털